# Back Off Boogaloo
"Back Off Boogaloo" é uma canção do músico de rock britânico Ringo Starr, lançada como single sem álbum em março de 1972.

## História
Ringo Starr identificou sua inspiração inicial para "Back Off Boogaloo" como sendo de Marc Bolan, o cantor e guitarrista da banda de glam rock inglesa T. Rex. Em uma entrevista de 2001 com Paul Du Noyer, da Mojo, Starr descreveu Bolan como "um amigo querido que costumava entrar no escritório quando eu dirigia o Apple Movies, um grande escritório na cidade, e o ponto de encontro para mim, Harry Nilsson e Keith Moon". Durante o jantar, numa noite em sua casa, nos arredores de Londres, em 1971, Bolan usava a palavra "boogaloo" com tanta frequência que ficou na mente de Starr, após o que a batida e a melodia da música vieram para ele da noite para o dia. Ao discutir a composição no VH1 Storytellers em maio de 1998, explicou: "Bolan era um cara energizado. Ele costumava falar: 'Volte, boogaloo ... ooh você, boogaloo'. "Você quer batatas?" 'Ooh você, boogaloo!'" Starr também se lembrou de ter que tirar as pilhas dos brinquedos de seus filhos naquela noite, para alimentar um gravador e gravar a nova música.
A letra de "Back Off Boogaloo" começou a ser escrita enquanto ele assistia ao programa de futebol The Big Match, da London Weekend Television. O apresentador do programa, Jimmy Hill, costumava se referir a um jogador de futebol como "tasty", um slogan que Starr incorporou à letra de sua música.
De acordo com o biógrafo de Starr, Alan Clayson, "os devotos do T Rex" alegaram que Bolan havia escrito "Back Off Boogaloo", como ghost-writer. Starr mais tarde reconheceu que George Harrison co-escreveu a música adicionando alguns acordes e finalizando a melodia. Assim como em "It Don't Come Easy", Harrison não foi creditado por sua contribuição nas composições. Starr originalmente ofereceu "Back Off Boogaloo" a sua amiga Cilla Black, mas ela recusou, esperando gravar outra nova composição de Starr-Harrison, "Photograph".

## Créditos
Os seguintes músicos tocaram na versão original de "Back Off Boogaloo":
- Ringo Starr – vocal, bateria, percussão, vocal de apoio
- George Harrison – slide guitars, violão
- Gary Wright – piano
- Klaus Voormann – baixo, saxofone
- Madeline Bell, Lesley Duncan, Jean Gilbert – vocais de apoio